# Lotus Word Pro
 (mai 2014).
Si vous disposez d'ouvrages ou d'articles de référence ou si vous connaissez des sites web de qualité traitant du thème abordé ici, merci de compléter l'article en donnant les références utiles à sa vérifiabilité et en les liant à la section « Notes et références ».
Anciennement nommé Ami Pro, Word Pro est le traitement de texte de la suite bureautique Lotus SmartSuite qui n'est plus commercialisé depuis 2013.

## Particularités
Outre des fonctions avancées d'édition de textes et de corrections (Orthographe, Grammaire), Word Pro a la particularité d'avoir des onglets comme on peut les trouver sur les tableurs Microsoft Excel, OOo Calc, Lotus 1-2-3. Des sous-onglets sont également possibles.
Par certains aspects, ce traitement de texte ressemble à un logiciel de PAO[réf. nécessaire].
En matière d'ergonomie, il peut modifier en direct les changements de mise en page, de polices, etc. Ceci à partir d'une petite boite de dialogue comportant plusieurs onglets. Pour les scientifiques, il comporte un éditeur d'équations à base d'un code LaTeX simplifié.

## Arrêt du développement
IBM a abandonné son développement après avoir racheté Lotus[réf. nécessaire].